# کیرو گلیگروف
کیرو گلیگروف (به زبان مقدونیه‌ای: Киро Глигоров) زاده ۱۹۱۷، نخستین رئیس‌جمهور مقدونیه از سال ۱۹۹۱ تا ۱۹۹۹ بود. او وقتی به این سمت انتخاب شد که این جمهوری هنوز جزئی از یوگسلاوی به‌شمار می‌آمد. کیرو گلیگروف در ۱ ژانویه ۲۰۱۲ در سن ۹۴ سالگی درگذشت.